# Élections législatives de 1967 dans la Nièvre
Les élections législatives françaises de 1967 se déroulent les 5 et 12 mars 1967.  Dans le département de la Nièvre, trois députés sont à élire dans le cadre de trois circonscriptions.

## Élus
| Circonscription | Député sortant      | Parti | Parti   | Député élu ou réélu | Parti | Parti       |
| --------------- | ------------------- | ----- | ------- | ------------------- | ----- | ----------- |
| 1re             | Marius Durbet       |       | UNR-UDT | Daniel Benoist      |       | FGDS (SFIO) |
| 2e              | Robert Hostier      |       | PCF     | Robert Hostier      |       | PCF         |
| 3e              | François Mitterrand |       | UDSR    | François Mitterrand |       | FGDS (CIR)  |

## Résultats

### Résultats à l'échelle du département
| Parti          | Parti                                           | Premier tour | Premier tour | Second tour | Second tour | Sièges |
| Parti          | Parti                                           | Voix         | %            | Voix        | %           | Sièges |
| -------------- | ----------------------------------------------- | ------------ | ------------ | ----------- | ----------- | ------ |
|                | Section française de l'Internationale ouvrière  | 26 556       | 21,36        | 29 101      | 33,05       | 1      |
|                | Convention des institutions républicaines       | 20 394       | 16,40        |             |             | 1      |
|                | Fédération de la gauche démocrate et socialiste | 46 950       | 37,76        | 29 101      | 33,05       | 2      |
|                |                                                 |              |              |             |             |        |
|                | Union des démocrates pour la Ve République      | 27 245       | 21,91        | 17 143      | 19,47       | 0      |
|                | Républicains indépendants                       | 12 759       | 10,26        | 18 599      | 21,12       | 0      |
|                | Modérés                                         | 1 243        | 1,00         |             |             | 0      |
|                | Union des républicains de progrès               | 41 247       | 33,17        | 35 742      | 40,59       | 0      |
|                |                                                 |              |              |             |             |        |
|                | Parti communiste français                       | 26 753       | 21,52        | 23 204      | 26,35       | 1      |
|                | Progrès et démocratie moderne                   | 7 620        | 6,13         | Retrait     | Retrait     | 0      |
|                | Extrême gauche                                  | 1 775        | 1,43         |             |             | 0      |
|                |                                                 |              |              |             |             |        |
| Inscrits       | Inscrits                                        | 154 099      | 100,00       | 109 748     | 100,00      | 3      |
| Abstentions    | Abstentions                                     | 27 259       | 17,69        | 19 251      | 17,54       |        |
| Votants        | Votants                                         | 126 840      | 82,31        | 90 497      | 82,46       |        |
| Blancs et nuls | Blancs et nuls                                  | 2 495        | 1,97         | 2 450       | 2,71        |        |
| Exprimés       | Exprimés                                        | 124 345      | 98,03        | 88 047      | 97,29       |        |

### Résultats  par circonscription

#### Première circonscription (Nevers)
| Candidat       | Candidat           | Parti          | Premier tour | Premier tour | Second tour | Second tour |  |
| Candidat       | Candidat           | Parti          | Voix         | %            | Voix        | %           |  |
| -------------- | ------------------ | -------------- | ------------ | ------------ | ----------- | ----------- |  |
|                | Daniel Benoist élu | FGDS (SFIO)    | 18 151       | 39,9         | 29 101      | 62,93       |  |
|                | Jean-Louis Ramey   | UD-Ve          | 15 236       | 33,49        | 17 143      | 37,07       |  |
|                | Raymond Bussière   | PCF            | 9 088        | 19,98        | Retrait     | Retrait     |  |
|                | René Cruse         | Extrême gauche | 1 775        | 3,9          |             |             |  |
|                | Jacques Gontard    | Modérés        | 1 243        | 2,73         |             |             |  |
|                |                    |                |              |              |             |             |  |
| Inscrits       | Inscrits           | Inscrits       | 56 399       | 100,00       | 56 398      | 100,00      |  |
| Abstentions    | Abstentions        | Abstentions    | 10 106       | 17,92        | 9 344       | 16,57       |  |
| Votants        | Votants            | Votants        | 46 293       | 82,08        | 47 054      | 83,43       |  |
| Blancs et nuls | Blancs et nuls     | Blancs et nuls | 800          | 1,73         | 810         | 1,72        |  |
| Exprimés       | Exprimés           | Exprimés       | 45 493       | 98,27        | 46 244      | 98,28       |  |

#### Deuxième circonscription (Cosne-Cours-sur-Loire)
| Candidat       | Candidat                     | Parti          | Premier tour | Premier tour | Second tour | Second tour |  |
| Candidat       | Candidat                     | Parti          | Voix         | %            | Voix        | %           |  |
| -------------- | ---------------------------- | -------------- | ------------ | ------------ | ----------- | ----------- |  |
|                | Robert Hostier sortant réélu | PCF            | 13 825       | 32,45        | 23 204      | 55,51       |  |
|                | Paul Minot                   | RI             | 12 759       | 29,94        | 18 599      | 44,49       |  |
|                | Roger Duveau                 | FGDS (SFIO)    | 8 405        | 19,73        | Retrait     | Retrait     |  |
|                | Henri Clément                | CD (PDM)       | 7 620        | 17,88        | Retrait     | Retrait     |  |
|                |                              |                |              |              |             |             |  |
| Inscrits       | Inscrits                     | Inscrits       | 53 350       | 100,00       | 53 350      | 100,00      |  |
| Abstentions    | Abstentions                  | Abstentions    | 10 021       | 18,78        | 9 907       | 18,57       |  |
| Votants        | Votants                      | Votants        | 43 329       | 81,22        | 43 443      | 81,43       |  |
| Blancs et nuls | Blancs et nuls               | Blancs et nuls | 720          | 1,66         | 1 640       | 3,78        |  |
| Exprimés       | Exprimés                     | Exprimés       | 42 609       | 98,34        | 41 803      | 96,22       |  |

#### Troisième circonscription (Clamecy - Château-Chinon)
|                  | François Mitterrand sortant réélu | FGDS (CIR)     | 20 394 | 56,27  |  |  |  |
|                  | Jacques Mercier                   | UD-Ve          | 12 009 | 33,13  |  |  |  |
|                  | Pierre Guyollot                   | PCF            | 3 840  | 10,60  |  |  |  |
|                  |                                   |                |        |        |  |  |  |
| Inscrits         | Inscrits                          | Inscrits       | 44 350 | 100,00 |  |  |  |
| Abstentions      | Abstentions                       | Abstentions    | 7 132  | 16,08  |  |  |  |
| Votants          | Votants                           | Votants        | 37 218 | 83,92  |  |  |  |
| Blancs et nuls   | Blancs et nuls                    | Blancs et nuls | 975    | 2,62   |  |  |  |
| Exprimés         | Exprimés                          | Exprimés       | 36 243 | 97,38  |  |  |  |
| Source : CEVIPOF |                                   |                |        |        |  |  |  |